# Norm (vector)
Een norm is een grootte-begrip van de elementen van een vectorruimte, dus van de vectoren in die vectorruimte. Een vectorruimte waarop een norm gedefinieerd is noemt men een genormeerde vectorruimte.
Lengte en grootte zijn in deze context synoniem en allebei een maat voor afstand.

## Definitie
Een norm {\displaystyle \|\cdot \|} is een reëelwaardige functie op een vectorruimte over een deellichaam van de complexe getallen, met de volgende eigenschappen:
0. De norm is niet negatief.
{\displaystyle \|\mathbf {v} \|\geq 0}.
1. Alleen de nulvector heeft norm 0.
{\displaystyle \|\mathbf {v} \|=0\iff \mathbf {v} =\mathbf {0} }
2. De norm van het scalaire veelvoud van een vector is het product van de norm met de gewone absolute waarde van de scalair:
{\displaystyle \|a\mathbf {v} \|=|a|\cdot \|\mathbf {v} \|}
Voor reële vectorruimten betekent dit dat de normfunctie positief homogeen is van de eerste graad.
3. De driehoeksongelijkheid. De norm van de som van twee vectoren is niet groter dan de som van de afzonderlijke normen.
{\displaystyle \|\mathbf {v} +\mathbf {w} \|\leq \|\mathbf {v} \|+\|\mathbf {w} \|}
Dit zijn niet de minimale eisen voor een norm. Voorwaarde 0 is onnodig en voorwaarde 1 kan worden vervangen door een op zichzelf minder strenge voorwaarde, omdat die in combinatie met de andere voorwaarden equivalent is: {\displaystyle \|\mathbf {v} \|=0\implies \mathbf {v} =\mathbf {0} }. Uit voorwaarde 2 volgt namelijk dat {\displaystyle \|\mathbf {0} \|=\|0\cdot \mathbf {0} \|=|0|\cdot \|\mathbf {0} \|=0}. Als bovendien aan voorwaarde 2 en 3 is voldaan, volgt reeds dat aan voorwaarde 0 is voldaan:
{\displaystyle 0=\textstyle {\frac {1}{2}}\|\mathbf {0} \|=\textstyle {\frac {1}{2}}\|\mathbf {v} -\mathbf {v} \|\leq \textstyle {\frac {1}{2}}(\|\mathbf {v} \|+|-1|\cdot \|\mathbf {v} \|)=\|\mathbf {v} \|}

## Metriek
In een genormeerde vectorruimte induceert de norm een afstand {\displaystyle d(\mathbf {v} ,\mathbf {w} )} tussen twee vectoren {\displaystyle \mathbf {v} } en {\displaystyle \mathbf {w} }, gedefinieerd als de norm van de verschilvector:
{\displaystyle d(\mathbf {v} ,\mathbf {w} )=\|\mathbf {v} -\mathbf {w} \|}
Met deze afstand is de ruimte ook een metrische ruimte.
Als deze metrische ruimte volledig is, wordt ze banachruimte genoemd.

## Voorbeelden
- Op de vectorruimte {\displaystyle \mathbb {R} ^{n}} of {\displaystyle \mathbb {C} ^{n}} is de volgende functie van {\displaystyle \mathbf {x} } een norm, de euclidische norm, die gelijk is aan de lengte van {\displaystyle \mathbf {x} }:

{\displaystyle \|(x_{1},x_{2},\ldots ,x_{n})\|={\sqrt {|x_{1}|^{2}+|x_{2}|^{2}+\ldots +|x_{n}|^{2}\ }}}
- Algemener is er voor ieder reëel getal {\displaystyle p\geq 1} de {\displaystyle L^{p}}-norm, waarbij de Manhattan-metriek met de {\displaystyle L^{1}}-norm correspondeert en de euclidische norm met de {\displaystyle L^{2}}-norm:

De supremumnorm in het tweedimensionale reële vlak. De cirkel van alle vectoren met gegeven positieve norm vormt in de gewone metriek een vierkant.

{\displaystyle \|(x_{1},x_{2},\ldots ,x_{n})\|_{p}=(|x_{1}|^{p}+|x_{2}|^{p}+\ldots +|x_{n}|^{p})^{1/p}}
- In de limiet van {\displaystyle \|.\|_{p}} voor {\displaystyle p\to \infty } ontstaat de maximum- of supremumnorm:

{\displaystyle \|(x_{1},x_{2},\ldots ,x_{n})\|_{\infty }=\max(|x_{1}|,|x_{2}|,\ldots ,|x_{n}|)}
- Generalisaties van het bovenstaande: oneindigdimensionale {\displaystyle l^{p}}-ruimte en meer algemeen LP-ruimten.

- Ieder inwendig product met scalairenlichaam {\displaystyle \mathbb {R} } of {\displaystyle \mathbb {C} } bepaalt een norm via de definitie

{\displaystyle \|\mathbf {x} \|={\sqrt {\langle \mathbf {x} ,\mathbf {x} \rangle \ }}}
De euclidische norm wordt dus geïnduceerd door het standaardinproduct op {\displaystyle \mathbb {R} ^{n}}:
{\displaystyle \langle \mathbf {x} ,\mathbf {y} \rangle =x_{1}y_{1}+\ldots +x_{n}y_{n}}
of op {\displaystyle \mathbb {C} ^{n}}:
{\displaystyle \langle \mathbf {x} ,\mathbf {y} \rangle =x_{1}{\overline {y}}_{1}+\ldots +x_{n}{\overline {y}}_{n}}
- Voor iedere norm {\displaystyle \|\cdot \|} en iedere inverteerbare lineaire transformatie {\displaystyle \mathbf {T} } kan men een nieuwe norm definiëren door

{\displaystyle \|\mathbf {x} \|'=\|\mathbf {Tx} \|}
- Matrices kunnen opgevat worden als lineaire afbeeldingen tussen twee genormeerde vectorruimten en in die zin van een norm worden voorzien, die afhangt van het tweetal normen van de beide ruimten.
- Voor complexe {\displaystyle n\times n}-matrices {\displaystyle \mathbf {A} } definieert men de frobeniusnorm, geïnduceerd door het frobenius-inproduct:

{\displaystyle \|\mathbf {A} \|_{F}={\sqrt {\sum _{i=1}^{m}\sum _{j=1}^{n}|a_{ij}|^{2}\ }}={\sqrt {\operatorname {tr} (\mathbf {A} ^{*}\mathbf {A} )\ }}}
met {\displaystyle \mathbf {A} ^{*}} de geconjugeerde getransponeerde matrix van {\displaystyle \mathbf {A} }.

## Seminorm
Een functie die aan voorwaarden 0, 2 en 3 uit de definitie voldoet, maar niet noodzakelijk aan voorwaarde 1, noemt men een seminorm. Het procedé waarmee een genormeerde ruimte tot een metrische ruimte wordt, maakt van een semigenormeerde ruimte een pseudometrische ruimte. De vectoren waarvan de seminorm 0 bedraagt, vormen in dat geval een lineaire deelruimte die gesloten is in de met de pseudometriek geassocieerde topologie.
Op de quotiëntruimte is dan een norm gedefinieerd die aan iedere nevenklasse de pseudonorm van om het even welk element uit die klasse toe te kennen. De topologie van deze norm is dezelfde als de quotiënttopologie voor de equivalentierelatie "heeft afstand 0 tot".

## Norm van een lineaire afbeelding
Als {\displaystyle \mathbf {f} } een lineaire afbeelding is tussen twee genormeerde ruimten {\displaystyle \mathbf {V} } en {\displaystyle \mathbf {W} } over hetzelfde scalairenlichaam, dan definieert men de operatornorm van {\displaystyle \mathbf {f} } als de kleinste bovengrens van de vergrotingen die eenheidsvectoren ondergaan:
{\displaystyle \|\ \mathbf {f} \ \|=\sup\{\ \|\mathbf {f} (\mathbf {x} )\|_{\mathbf {} }\ ;\ \mathbf {x} \in V\ ,\ \|\mathbf {x} \|_{\mathbf {V} }=1\ \}}
Deze norm blijkt dan en slechts dan eindig te zijn als {\displaystyle \mathbf {f} } continu is ten opzichte van de topologieën van {\displaystyle \mathbf {V} } en {\displaystyle \mathbf {W} }.
De verzameling van alle continue lineaire afbeeldingen tussen {\displaystyle \mathbf {V} } en {\displaystyle \mathbf {W} }
{\displaystyle {\mathcal {B}}(\mathbf {V} ,\mathbf {W} )=\{\mathbf {f} \colon \mathbf {V} \to \mathbf {W} ,\mathbf {f} \ {\hbox{continu lineair}}\}}
is opnieuw een genormeerde vectorruimte over hetzelfde lichaam.
Matrices representeren lineaire afbeeldingen tussen twee genormeerde vectorruimten en hebben, behalve andere normen zoals de bovengenoemde frobeniusnorm, een overeenkomstige norm, die afhangt van het tweetal normen. Bij de euclidische norm in de beide vectorruimten is de norm van de matrix de spectrale norm, dit is de wortel uit de grootste eigenwaarde van de matrix {\displaystyle \mathbf {A} ^{*}\mathbf {A} }, waarbij {\displaystyle \mathbf {A} ^{*}} de geconjugeerde getransponeerde matrix van {\displaystyle \mathbf {A} } is.

## Equivalentie van normen
Twee normen {\displaystyle ||.||_{1}} en {\displaystyle ||.||_{2}} op een vectorruimte {\displaystyle \mathbf {V} } zijn equivalent als er positieve getallen {\displaystyle M_{1},M_{2}\in \mathbb {R} } bestaan zodat voor alle {\displaystyle \mathbf {x} \in \mathbf {V} } geldt:
{\displaystyle M_{1}||\mathbf {x} ||_{1}\leq ||\mathbf {x} ||_{2}\leq M_{2}||\mathbf {x} ||_{1}}
Normen zijn dan en slechts dan equivalent als ze dezelfde topologie induceren. Op een eindigdimensionale vectorruimte zijn alle normen equivalent.